# Sabrina Müller (Theologin)
Sabrina Müller (* 1980 in Wetzikon) ist eine Schweizer Theologin.

## Leben
Sabrina Müller war nach dem Lizentiat 2008 bei Johannes Fischer in Theologie an der Universität Zürich und dem Vikariat (2008–2009) von 2009 bis 2015 Pfarrerin in der ref. Kirche Bäretswil. Nach der Promotion 2015 bei Thomas Schlag und der Habilitation 2021 ist sie seit 2024 Professorin für Praktische Theologie an der Ev.-Theol. Fakultät Bonn.
Ihre Forschungsschwerpunkte sind digitale Religion und Theologie, kontextuelle, feministische und postkoloniale Theologien, empirische Theologie und Citizen Science, Homiletik in einer Kultur der Digitalität, Kirchenentwicklung und Innovation, Pionierarbeit und die Zukunft des Pfarramtes und religiöse Erfahrung und praktisch-theologische Anthropologie.

## Werke (Auswahl)
- Fresh expressions of church. Ekklesiologische Beobachtungen und Interpretationen einer neuen kirchlichen Bewegung. Theologischer Verlag Zürich, Zürich 2016, ISBN 3-290-17854-4.
- Totsächlich. Trauern und begleiten nach einem Suizid. Theologischer Verlag Zürich, Zürich 2018, ISBN 3-290-18167-7.
- Gelebte Theologie. Impulse für eine Pastoraltheologie des Empowerments. Theologischer Verlag Zürich, Zürich 2019, ISBN 3-290-18207-X.
- mit Jasmine Suhner: Transformative Homiletik – jenseits der Kanzel. (M)achtsam predigen in einer sich verändernden Welt. 	Neukirchener Aussaat, Neukirchen-Vluyn 2023, ISBN 3-7615-6911-4.
- Religiöse Erfahrung und ihre transformative Kraft. Qualitative und hermeneutische Zugänge zu einem praktisch-theologischen Grundbegriff. De Gruyter, Berlin 2023, ISBN 3-11-100003-6.